# Cosmos sulphureus
 (novembre 2015).
Si vous disposez d'ouvrages ou d'articles de référence ou si vous connaissez des sites web de qualité traitant du thème abordé ici, merci de compléter l'article en donnant les références utiles à sa vérifiabilité et en les liant à la section « Notes et références ».
Cosmos sulfureux, Cosmos de Klondike
Espèce
Le Cosmos sulfureux ou Cosmos de Klondike, Cosmos sulphureus, est une espèce de plante à fleurs de la famille des Asteraceae, originaire du Mexique et largement diffusée en Afrique et en Asie. Elle est localement considérée comme invasive aux États-Unis et au Brésil.

## Description
Ce sont des plantes annuelles à port érigé et ramifié.
Le feuillage caduc est composé de fines feuilles (10 à 30 centimètres), opposées à cinq lobes pennés jusqu'à la nervure centrale. L'inflorescence (capitule) est de couleur orange lumineux le plus souvent (jaune à rouge chez les cultivars). Le fruit est un akène. On en compte une quarantaine par capitule.
Il s'agit d'une plante à haut pouvoir nectarifère, attirant notamment les papillons. Les feuilles sont particulièrement appréciées des limaces. 

## Utilisations

### Alimentation et thérapeutique
Les jeunes pousses sont consommées crues ou cuites en Indonésie sous le nom de lalab ou gudang. 
En Thaïlande, elles sont consommées dans les salades ou en tisane avec pour effet d'inhiber la lipase pancréatique . 
Une publication ukrainienne (2017) attribue à un pain comprenant 10% d'extrait sec de Cosmos sulphureus une bonne note pour ses qualités organoleptiques .
Selon une étude pakistanaise de 2017, chez le rat soumis à une forte dose de paracétamol l'extrait de la plante a un effet hépatoprotecteur.

### Divers
Les fleurs sont tinctoriales, elles produisent un colorant jaune oranger, utilisé en Amérique précolombienne  et plus tard en Afrique australe pour teindre la laine .
Une équipe germano-autrichienne a créé des pommiers transgéniques résistants au feu bactérien et à la tavelure par transgenèse d'un régulateur d'expression d'une chalcone  de la fleur de Cosmos sulphureus.
Au Brésil ses effets allélopathiques ont été étudiés dans le contrôle des mauvaises herbes.

### Plante ornementale
Le cosmos sulfureux est très couramment cultivé au jardin d'ornement.

#### Cultivars
Les fleurs des Cultivars sont jaunes, orangées ou rouges :
- 'Bright Lights' a des fleurs simples et semi-doubles dans les couleurs de jaune, orangé et rouge. Le plant est compact à 60 cm.
- 'Diablo' atteint 75 cm avec des fleurs de 5 cm rouge orangé intense.
- la série Lady Bird comprend des cultivars nains à 40 cm. Leur floraison est très hâtive. Les fleurs ont des couleurs éclatantes dans les teintes de jaune, orange et écarlate.
- 'Polidor' atteint 75 cm et porte des fleurs semi-doubles dans les teintes de jaune or, orangé et rouge.
- 'Sunny Red' et 'Sunny Gold' ont des fleurs simples sur des plants trapus à 35 cm.
- 'Sunset' atteint 90 cm. Il porte des fleurs doubles ou semi-double dans les teintes de rouge vermeil ou orange écarlate.